# Ściernisco
Ściernisco (inna pisownia: Ściernisko) – singel zespołu Golec uOrkiestra z albumu Golec uOrkiestra 2 wydany w 2000 roku.
Utwór był notowany na liście przebojów Polskiego Radia Pomorza i Kujaw (2. miejsce). Był on również wykonywany przez zespół na Konkursie Sopot Festival 2000, w którym zajął 15. miejsce. Promował także film pt. Pieniądze to nie wszystko.

## Wystąpienia
31 grudnia 2024 utwór został zaprezentowany telewidzom stacji Polsat podczas Sylwestrowej Mocy Przebojów organizowanej w Toruniu.

## Twórcy
- Autor tekstu: Olga Golec, Rafał Golec
- Kompozytor: Łukasz Golec, Paweł Golec